# Översjön (Anundsjö socken, Ångermanland)
Översjön är en sjö i Örnsköldsviks kommun i Ångermanland och ingår i Moälvens huvudavrinningsområde. Sjön har en area på 1,24 kvadratkilometer och ligger 278 meter över havet. Sjön avvattnas av vattendraget Hädanbergsån (här kallat Översjöån).

## Delavrinningsområde
Översjön ingår i det delavrinningsområde (706434-160981) som SMHI kallar för Utloppet av Översjön. Medelhöjden är 319 meter över havet och ytan är 11,51 kvadratkilometer. Det finns ett avrinningsområde uppströms, och räknas det in blir den ackumulerade arean 23,05 kvadratkilometer. Hädanbergsån (Översjöån) som avvattnar avrinningsområdet har biflödesordning 3, vilket innebär att vattnet flödar genom totalt 3 vattendrag innan det når havet efter 74 kilometer. Avrinningsområdet består mestadels av skog (67 procent) och sankmarker (15 procent). Avrinningsområdet har 1,25 kvadratkilometer vattenytor vilket ger det en sjöprocent på 10,8 procent.